# Pius Font i Quer
Pius Font i Quer, né à Lerida le 9 avril 1888 et mort à Barcelone le 2 janvier 1964, est un botaniste, taxonomiste, phytogéographe, pharmacien et chimiste espagnol, qui s'est distingué comme l'un des noms les plus importants de la science botanique espagnole du milieu du XXe siècle. C'est aussi un grand professeur et un grand vulgarisateur. Dans ses œuvres en castillan, il est cité avec une version castillane de son nom : Pío Font Quer.

## Biographie
Il passe son enfance à Manresa, où une école secondaire porte son nom. Il obtient son doctorat en pharmacie en 1914 avec une thèse sur la flore de Bages.
Il est également professeur de pharmacie et de botanique à l'Université de Barcelone ainsi que professeur à l'École d'agriculture. De 1931 à 1934, il est président de l'Institut Catalan d'Histoire Naturelle, une organisation privée très importante dans l'histoire des sciences naturelles espagnoles, dont il dirige aussi la section botanique pendant le régime de Franco et jusqu'à sa mort. En 1934, Font i Quer sépare le département de botanique du Musée des sciences naturelles et le transforme en une entité autonome, appelée Institut botanique de Barcelone (es). Son objectif principal est d'étudier les collections botaniques et de promouvoir la recherche.
En 1911, il rejoint le corps militaire de la santé, où il atteint le grade de lieutenant-colonel pharmaceutique. Lors du soulèvement militaire de 1936, il se trouve à Albarracín pour une excursion botanique avec ses élèves ; pour retourner à Barcelone, il doit traverser la ligne de front. Après la guerre, il subit donc des représailles, sous l'accusation de rébellion militaire, qui entraînent la perte de tous ses postes, ce qui lui rend difficile la poursuite de sa carrière scientifique.
Il est membre de l'Institut d'Estudis Catalans depuis 1942, dont il devient président en 1958, et vice-président des Congrès botaniques internationaux de Paris en 1954 et d'Édimbourg en 1964.
Ses recherches couvrent l'ensemble de la péninsule ibérique et les régions montagneuses du Maroc sous contrôle espagnol, vers lesquelles il organise des excursions de collecte entre 1927 et 1932. De ces collections et d'autres, qui lui avaient été confiées depuis ses premières années, il tire son ouvrage Iter Maroccanum (1928-1932), une collection d'exsiccata essentielle pour l'investigation de la flore de cette partie du monde. Il travaille assidûment, notamment en Catalogne, Valence et Ibiza et Formentera, ainsi que dans les montagnes d'Andalousie orientale.
Font i Quer participe à plusieurs travaux collectifs et dirige certains d'entre eux. Il est notamment un grand formateur (dont les ouvrages sont également populaires) de la terminologie botanique populaire et scientifique en langues catalane et espagnole. En ce sens, le Dictionnaire de Botanique (1953) se distingue, grâce auquel le vocabulaire de cette science jouit d'un degré de cohérence lexicale en espagnol qui fait souvent défaut aux autres. Il est le coordinateur de la lexicographie botanique du dictionnaire catalan de Pompeu Fabra.
Font i Quer est également l'auteur de l'ouvrage castillan le plus connu, continuellement réédité, sur la flore pharmaceutique : Plantas medicinales (Plantes médicinales). Il est sous-titré El Dioscórides renovado (Le Dioscoride rénové), pour honorer les anciennes révisions Renaissance de l'œuvre de Dioscoride, en particulier celles d'Andrés Laguna et d'Andrea Mattioli. C'est une œuvre qui se distingue par sa qualité littéraire et essayistique, ainsi que par la richesse et l'accessibilité de l'information qu'elle contient.
Il a décrit au cours de sa vie plus de 300 taxons différents.

## Honneurs

### Éponymie
Les espèces et sous-espèces dédiées à Font i Quer portent l'épithète spécifique fontqueri, dérivée de la version latinisée de leur nom de famille. Il y en a environ 100, dont les 18 noms corrects suivants :
- Echinops fontqueri Pau
- Helichrysum × fontqueri J.M.Aparicio, D.Mesa, J.Moro & F.Royo
- Jurinea fontqueri Cuatrec.
- Pilosella fontqueri (Pau) Mateo
- Biscutella fontqueri Guinea & Heywood
- Iberis fontqueri Pau
- Arenaria fontqueri Cardona & J.M.Monts.
- Fumana fontqueri Güemes
- Quercus × fontqueri O.Schwarz
- Ferula fontqueri Jury
- Stachys fontqueri Pau
- Thymus fontqueri (Jalas) Molero & Rovira
- Limonium fontqueri (Pau) L.Llorens ex Greuter, Burdet & G.Long
- Alchemilla fontqueri Rothm.
- Saxifraga × fontqueri Pau
- Scrophularia fontqueri Ortega Oliv. & Devesa
- Verbascum fontqueri Benedí & J.M.Monts.
- Biscutella fontqueri subsp. cardonica (O.Bolòs & Masclans) L.Sáez, Aymerich & C.Blanché

## Ouvrages
- (es) P Font Quer, Diccionario de botánica,, Editorial Labor, 1953 (OCLC 678925, lire en ligne)
- (es) P Font Quer, Plantas medicinales, el Dioscórides renovado., Editorial Labor, 1962 (ISBN 978-84-335-6151-0, OCLC 14534664, lire en ligne)
- (ca) Juan Cadevall y diars, P Font Quer, Angel Sallent y Gotés et Institut d'Estudis Catalans, Flora de Catalunya: enumeració y descripció de les plantes vasculars espontanies de l'antic principat fins avuy conegudes y de les més importants que s'hi cultiven, Institut de Ciencies, 1915 (OCLC 697780186, lire en ligne)
- (ca) Pius Font i Quer, Oriol de Bolòs et Eugeni Sierra i Ràfols, Iniciació a la botànica: morfologia externa, Fontalba, 1979 (ISBN 978-84-85530-08-3, OCLC 801873801, lire en ligne)
- (es) Giuseppe Gola, Giovanni Negri, Carlo Cappelletti et Pío Front y Quer, Tratado de botánica, Editorial Labor, 1961 (OCLC 3068641, lire en ligne)
- (ca) P Font Quer, Formes noves de plantes, Museu de Ciències Naturals, 1924 (OCLC 11968673, lire en ligne)
- (ca) Antonio González Bueno et P Font Quer, Les campanyes botàniques de Pius Font i Quer al nord d'Africa, Ajuntament de Barcelona ; Institut d'Estudis Ilerdencs, Diputació de Lleida, 1988 (OCLC 28889867, lire en ligne)
- (la) P Font Quer, Illustrationes florae occidentalis: quae ad plantas Hispaniae, Lusitaniae et Mauritaniae, novas vel imperfecte cognitas, spectant, Museo de Ciencias Naturales, 1926 (OCLC 12282679, lire en ligne)
- (es) José María Albareda Herrera et Pío Font Quer, Medicamenta: guía teórico-práctica para farmacéuticos y médicos, Labor, 1969 (OCLC 1024697231, lire en ligne)
- (es) P Font Quer, Morfologia, nomenclatura i geografia de l'Arenaria aggregata (L.) Lois., 1948 (OCLC 27650380, lire en ligne)
- (es) Pius Font i Quer et Eugeni Sierra i Ràfols, Diccionario de botánica: seguido de un vocabulario ideológico en el que se ordenan conceptualmente las voces del diccionario, Labor, 1953 (ISBN 978-84-335-5804-6, OCLC 801848513, lire en ligne)
- Pius Font i Quer et Josep M Camarasa, Miscel·lània: homenatge al Dr. Pius Font i Quer, Edicions de l'I.E.I., 1988 (ISBN 978-84-00-06878-3, OCLC 801974073, lire en ligne)
- (en) P Font Quer, The anatomy of plants., Harper, 1960 (OCLC 424544, lire en ligne)